# Tymoteusz Puchacz
Tymoteusz Puchacz (* 23. Januar 1999 in Sulechów) ist ein polnischer Fußballspieler. Der Linksverteidiger steht seit Sommer 2024 bei Holstein Kiel unter Vertrag. 

## Karriere

### Verein
Tymoteusz Puchacz spielte in den Jugendmannschaften von Pogoń Świebodzin und Lechia Zielona Góra, bevor er sich im Juli 2013 der Nachwuchsakademie von Lech Posen anschloss. In der Saison 2016/17 stand der linke Außenverteidiger erstmals für die Reservemannschaft Lech Posen II in der vierthöchsten polnischen Spielklasse auf dem Platz und erarbeitete sich dort rasch einen Stammplatz. Am 7. Mai 2017 (32. Spieltag) erhielt er im Rahmen des Erstligaspiels gegen Bruk-Bet Termalica Nieciecza von Cheftrainer Nenad Bjelica erstmals eine Berufung in den Spieltagskader der ersten Mannschaft. Beim 3:0-Auswärtssieg wurde er schließlich in der 80. Spielminute für Mihai Răduț eingewechselt. Dies blieb sein einziger Einsatz für die Herren in dieser Spielzeit, während er für die Reserve 22 Ligaspiele bestritt, in denen er zwei Tore erzielte.
In der nächsten Saison spielte er weiterhin regelmäßig für die Reserve. Um Spielpraxis auf höherem Niveau sammeln zu können, wechselte er im Januar 2018 für die restliche Spielzeit 2017/18 auf Leihbasis zum Zweitligisten Zagłębie Sosnowiec. Am 3. März 2018 (20. Spieltag) gab er beim 1:0-Auswärtssieg gegen Pogoń Siedlce sein Debüt. Puchacz bestritt alle 15 Rückrundenspiele, und trug wesentlich zum Aufstieg von Zagłębie Sosnowiec als Tabellenzweiter bei. Am 29. Mai 2018 wurde das Leihgeschäft bis Januar 2019 ausgedehnt.
Nachdem er jedoch zum Start der nächsten Spielzeit 2018/19 nur unregelmäßig eingesetzt wurde, rief Lech Posen ihn am 31. August 2018 wieder zurück und lieh ihn noch am selben Tag für die gesamte Saison an den Zweitligisten GKS Katowice aus. Dort debütierte er am 19. September 2018 (10. Spieltag) bei der 0:2-Auswärtsniederlage gegen Chrobry Głogów, als er in der 72. Spielminute für Kacper Tabiś eingewechselt wurde. Bereits fünf Tage später gelang ihm beim 2:2-Unentschieden gegen Odra Opole sein erstes Tor im Profibereich. Für die GieKSa absolvierte er insgesamt 25 Ligaspiele, in denen er vier Tore erzielen konnte.
Nachdem Puchacz zum 1. Juli 2019 wieder zum Kader Lech Posens gehört hatte, vertraute der Cheftrainer Dariusz Żuraw in der Ekstraklasa 2019/20 auf seine Dienste und setzte ihn regelmäßig ein. Am 28. September 2019 (10. Spieltag) traf er beim 3:1-Auswärtssieg gegen Górnik Zabrze erstmals in der Ekstraklasa. Auch in der Spielzeit 2020/21 war der Pole Stammspieler.
Zur Spielzeit 2021/22 wechselte Puchacz zum Bundesligisten 1. FC Union Berlin. Nachdem er während der Hinrunde ausschließlich in der Europa Conference League zum Einsatz kam, verlieh ihn der Verein im Januar 2022 bis zum Saisonende an den türkischen Erstligisten Trabzonspor.
Am 12. Spieltag der Spielzeit 2022/23 debütierte er in Bundesliga beim 2:1-Heimsieg von Union Berlin gegen Borussia Mönchengladbach. Nach nur drei wettbewerbsübergreifenden Pflichtspieleinsätzen in der Hinrunde wurde Puchacz Ende Dezember 2022 bis zum Saisonende an den griechischen Erstligisten Panathinaikos Athen verliehen. Zur Saison 2023/24 folgte eine weitere Leihe, diesmal in die 2. Fußball-Bundesliga zum 1. FC Kaiserslautern.
Im August 2024 wechselte er fest zu Holstein Kiel. Für die Kieler bestritt er bis zur Winterpause der Saison 2024/25 zehn Bundesligapartien sowie zwei Spiele im DFB-Pokal. Im Januar 2025 wurde er bis zum Saisonende an den englischen Zweitligisten Plymouth Argyle verliehen.
Während seiner Leihe absolvierte Puchacz 15 Spiele in der EFL Championship. Zudem kam er im FA Cup in drei Partien zum Einsatz. Mit Plymouth erreichte er das Achtelfinale (5. Runde), in dem man Manchester City mit 1:3 unterlag. Zuvor hatte die Mannschaft den FC Brentford (1:0) und den FC Liverpool (1:0) besiegt. Am Saisonende 2024/25 stieg Plymouth Argyle in die League One ab. Der Verein gab anschließend bekannt, dass Puchacz zu seinem Stammverein Holstein Kiel zurückkehren wird.

### Nationalmannschaft
Zwischen August 2015 und September 2016 spielte Tymoteusz Puchacz 12 Mal für die polnische U17-Nationalmannschaft. Anschließend war er bis März 2017 in neun Länderspielen der U18 im Einsatz. Zwischen Juni 2017 und März 2018 absolvierte er 12 Länderspiele für die U19.
Seit September 2018 war Puchacz für die U20 im Einsatz, mit der er im Sommer 2019 an der U20-Weltmeisterschaft 2019 im eigenen Land teilnahm. Dort wurde er in drei Spielen eingesetzt. Insgesamt bestritt er bis November 2019 18 Länderspiele für die U20, in denen ihm ein Torerfolg gelang.
Im Juni 2021 debütierte er im A-Nationalteam, mit dem er im selben Jahr auch an der Europameisterschaft teilnahm, dabei aber nicht über die Gruppenphase hinaus kam.

## Erfolge
Zagłębie Sosnowiec
- Aufstieg in die Ekstraklasa: 2018

Trabzonspor
- Türkischer Meister: 2021/22